# Wizards Complex
《Wizards Complex》是Windmill Oasis在2016年4月28日發售的戀愛冒險類型成人遊戲。

## 故事簡介
男主角東雲蒼因為擁有魔力而被國立御久仁學園的學園長邀請入學。當蒼入學之後，馬上便被強制加入以日本人為主的東學舍塔學生會，之後東學舍塔與西學舍塔以學生會的威信為賭注展開了魔法學生會大戰，雖有魔力但不會魔法的蒼也被捲進其中。

## 登場角色

### 主要角色
東雲蒼
作品男主角，就讀國立御久仁學園東學舍塔一年一班。世界唯一擁有魔力的男性，因此被國立御久仁學園的學園長安排進入學校就讀。成績優秀且擅長各種家事。
龍膽穗乃香（聲：春乃いろは）
身高：158cm，三圍：B88（F）/W56/H85
蒼的同班同學，東學舍塔學生會的會長。個性開朗活潑且溫和，由於從小被當作掌上明珠扶養，因此有著缺乏常識的一面。
愛麗絲·賴因費爾特（聲：小鳥居夕花）
身高：161cm，三圍：B80（C）/W54/H84
就讀國立御久仁學園西學舍塔一年一班，學園長的獨生女，從瑞典到日本留學並擔任西學舍塔學生會的會長。個性內向且不擅長與人相處，但為了達成母親的期望而默默努力。
真名鶴一葉（聲：花園めい）
身高：165cm，三圍：B87（E）/W58/H87
蒼的同班同學，東學舍塔學生會的書記，擅長劍術的少女。跟穗乃香是青梅竹馬。
神樂坂鳴
身高：145cm，三圍：B68（AA）/W52/H76
蒼的同班同學，東學舍塔學生會的會計。擅長電玩遊戲，並當上了世界知名的對戰格鬥遊戲「Witch's Garden」的日本代表。個性直率，經常不經思考便行動。

## 主題曲
片頭曲
作詞：佐藤裕美，作曲：上松範康，編曲：末益涼太，主唱：佐藤裕美、KOTOKO
片尾曲
作詞：RUCCA，作曲：藤間仁，主唱：櫻川惠

## 評價
《Wizards Complex》在Getchu.com的2016年4月銷量榜上排名第7名、全年排名第50名。於「萌系遊戲大賞」2016年4月的月間賞獲得第10名。

## 外部連結
- Wizards Complex遊戲官網 （页面存档备份，存于）（日語）